# کلوکف
کلوکف (به روسی: Клоково) (ایکائو: UUBT) فرودگاهی نظامی واقع در تیولا در روسیه است که توسط نیروی هوایی روسیه اداره می‌شود.